# 黄沙腰镇
黄沙腰镇，是中华人民共和国浙江省丽水市遂昌县下辖的一个乡镇级行政单位。

## 行政区划
黄沙腰镇下辖以下地区：
小洞源村、黄沙腰村、大洞源村、大熟村、邵村、上定村和仙人坝村。